# Championnat de Yougoslavie de football 1997-1998
Navigation
Saison précédente Saison suivante
La saison 1997-1998 du Championnat de Yougoslavie de football est la soixante-neuvième édition du championnat de première division en Yougoslavie. Les douze meilleurs clubs du pays prennent part à la compétition et sont regroupées en une poule unique où chaque formation affronte trois fois ses adversaires. En fin de saison, le dernier du classement est relégué et remplacé par les cinq meilleurs clubs de deuxième division et les deux meilleurs clubs de troisième division, tandis que le club classé 11e dispute un barrage de promotion-relégation face au 6e de D2.
C'est le club d'Obilic Belgrade, promu cette saison de deuxième division, qui remporte la compétition, en terminant en tête du classement final, avec deux points d'avance sur le FK Étoile rouge de Belgrade et seize sur le double tenant du titre, le FK Partizan Belgrade. C'est le tout premier titre de champion de Yougoslavie de l'histoire du club, qui manque le doublé en s'inclinant en finale de la Coupe de Yougoslavie face au Partizan.

## Les clubs participants
| - Obilic Belgrade - Promu de D2 - FK Partizan Belgrade - FK Étoile rouge de Belgrade - Hajduk-Rodic MB Kula - FK Rad Belgrade - FK Mladost Lucani | - FK Zeleznik Belgrade - Promu de D2 - FK Budućnost Podgorica - FK Vojvodina Novi Sad - FK Zemun - FK Čukarički - Proleter Zrenjanin |

## Compétition

### Classement
Le barème de points utilisé pour établir le classement est le suivant :
- Victoire : 3 points
- Match nul : 1 point
- Défaite : 0 point

| Rang | Équipe                       | Pts | J  | G  | N | P  | Bp | Bc | Diff |
| ---- | ---------------------------- | --- | -- | -- | - | -- | -- | -- | ---- |
| 1    | Obilic Belgrade (P)          | 86  | 33 | 27 | 5 | 1  | 72 | 19 | +53  |
| 2    | FK Étoile rouge de Belgrade  | 84  | 33 | 27 | 3 | 3  | 86 | 22 | +64  |
| 3    | FK Partizan Belgrade (T) (C) | 70  | 33 | 22 | 4 | 7  | 73 | 38 | +35  |
| 4    | FK Vojvodina Novi Sad        | 49  | 33 | 14 | 7 | 12 | 57 | 63 | -6   |
| 5    | FK Rad Belgrade              | 42  | 33 | 12 | 6 | 15 | 35 | 39 | -4   |
| 6    | FK Zemun                     | 39  | 33 | 10 | 9 | 14 | 38 | 50 | -12  |
| 7    | Hajduk-Rodic MB Kula         | 35  | 33 | 10 | 5 | 18 | 32 | 51 | -19  |
| 8    | FK Budućnost Podgorica       | 33  | 33 | 8  | 9 | 16 | 27 | 53 | -26  |
| 9    | Proleter Zrenjanin           | 32  | 33 | 10 | 2 | 21 | 40 | 64 | -24  |
| 10   | FK Zeleznik Belgrade (P)     | 32  | 33 | 9  | 5 | 19 | 43 | 62 | -19  |
| 11   | FK Čukarički                 | 31  | 33 | 9  | 4 | 20 | 32 | 45 | -13  |
| 12   | FK Mladost Lucani            | 30  | 33 | 9  | 3 | 21 | 25 | 54 | -29  |

|  | Qualification pour la Ligue des champions 1998-1999                                               |
|  | Qualification pour la Coupe des Coupes 1998-1999                                                  |
|  | Qualification pour la Coupe UEFA 1998-1999                                                        |
|  | Qualification pour la Coupe Intertoto 1998                                                        |
|  | Participation au barrage de promotion-relégation                                                  |
|  | Relégation directe en deuxième division                                                           |
|  | (T) : Tenant du titre (C) : Vainqueur de la Coupe de Yougoslavie (P) : Promu de deuxième division |

### Matchs

#### Barrage de promotion-relégation
| Équipe 1          | Résultat      | Équipe 2               | Aller | Retour |
| ----------------- | ------------- | ---------------------- | ----- | ------ |
| FK Čukarički (D1) | 1 - 1 4-5 tab | FK Radnicki Kragujevac | 1 - 0 | 0 - 1  |

## Bilan de la saison
| Championnat de Yougoslavie de football 1997-1998                        | |
| Champion                                                                | Obilic Belgrade (1er titre) |
| Coupes et trophées                                                      | |
| Vainqueur de la Coupe de Yougoslavie 1997-1998                          | FK Partizan Belgrade |
| Qualifications continentales                                            | |
| Ligue des champions 1998-1999                                           | Obilic Belgrade |
| Coupe des Coupes 1998-1999                                              | FK Partizan Belgrade |
| Coupe UEFA 1998-1999                                                    | FK Étoile rouge de Belgrade |
| Coupe Intertoto 1998                                                    | FK Vojvodina Novi Sad |
| Coupe Intertoto 1998                                                    | FK Čukarički |
| Coupe Intertoto 1998                                                    | Proleter Zrenjanin |
| Promotions et relégations                                               | |
| Promus en SuperLiga                                                     | FK Radnicki Kragujevac OFK Belgrade FC Smederevo FC Pristina Spartak Subotica FK Radnicki Nis FK Mogren Budva FK Milicionar Belgrade |
| Relégués en Championnat de Yougoslavie de football de deuxième division | FK Čukarički |
| Relégués en Championnat de Yougoslavie de football de deuxième division | FK Mladost Lucani |